# Edwin Carvajal
Pour les articles homonymes, voir Carvajal.
Carvajal  Jaramillo est un nom espagnol. Le premier nom de famille, en général paternel, est Carvajal ; le second, en général maternel, souvent omis, est Jaramillo.
Edwin Andrés Carvajal Jaramillo, né le 6 mars 1983 à Itagüí (département d'Antioquia), est un coureur cycliste colombien.

## Palmarès et résultats

### Palmarès par année
- 2006
  - 2e de la Coppa San Sabino
  - 3e du Giro del Pratomagno
- 2007
  - 2e du Grand Prix de la ville de Montegranaro
  - 3e du Giro del Montalbano
- 2011
  - 1re étape de la Clásica de Marinilla
  - 6e étape de la Vuelta a Chiriquí
- 2012
  - 1re étape de la Clásica de Fusagasugá
  - 1re étape de la Clásica de Marinilla
  - 1re étape de la Vuelta a Antioquia
  - 2e de la Clásica de Fusagasugá
- 2013
  - 2e de la Vuelta al Mundo Maya
- 2014
  - 1re étape du Tour de Colombie (contre-la-montre par équipes)
- 2015
  - 1re étape du Tour de Colombie (contre-la-montre par équipes)
  - 1re étape de la Clásica de Marinilla
- 2016
  - 3e étape de la Clásica de Marinilla
  - Vuelta a Chiriquí :
    - Classement général
    - 1re étape (contre-la-montre par équipes)

### Classements mondiaux
| Année            | 2009 | 2010 | 2011 | 2012 | 2013 | 2014 | 2015 | 2016 | 2017 |
| ---------------- | ---- | ---- | ---- | ---- | ---- | ---- | ---- | ---- | ---- |
| UCI Europe Tour  | 802e |      |      |      |      |      |      |      |      |
| UCI America Tour |      |      |      |      | 317e |      |      |      | 413e |